# 天卫十五
天衛十五 (波克，Puck) (發音： /ˈpʌk/ puk) 是於1985年12月被航海家2號太空船發現的天王星內衛星，名稱來自凱爾泰神話和英語的民間傳說。天衛十五位於天王星環和大衛星米蘭達之間，是一顆直徑大約162公里，形狀接近球形的天體。他的表面有一個大且黑暗的坑穴，其中的光譜呈現水冰的跡象。

## 發現和命名
天衛十五－天王星最大的內側行星－是從1985年12月30日的 航海家2號 影像中發現的，他被賦予的臨時名稱是S/1985 U1。
稍後，這顆衛星被以出現在莎士比亞的仲夏夜之夢中，可以在一夜之間和仙女遊遍全球的小精靈。在凱爾特神話和英語的民間傳說，波克是淘氣的精靈，基督徒將之想像為惡魔。
它也被命名為天衛十五。

## 物理性質
天衛十五是天王星最大的小內衛星，它的軌道位於米蘭達 (天衛五) 的內側。他的大小介於波提亞 (第二大的內側衛星) 和 米蘭達 (五大衛星中最小的)之間，是中等大小的衛星。天衛十五的軌道介於天王星環和天衛五之間，除了軌道之外，我們對它的了解很少，半徑大約是81公里，此外在可見光的幾何反照率大約是0.11。 
航海家2號的影像團對所發現的衛星，只有天衛十五是很早就發現的，因此可以就探測器的程式進行設計，以獲得一些較詳細的影像。影像顯示天衛十五的形狀是略為橢的球體 (軸的比率是0.97±0.04)，表面有個巨大的坑和顏色是灰色的。表面有三個隕石坑已經被命名，最大的直徑大約45公里。哈伯太空望遠鏡和大地機望遠鏡的觀測發現天衛十五的光譜有水冰的吸收譜線特徵。 
對天衛十五的內部結構一無所知。它可能是由類似於環中發現的黑暗物質與水冰組合成的混合物。這些黑暗的物質可能是岩石或有機的輻射過程造成的。缺乏有著明亮輻射線的坑穴，暗示冰和非冰的成份彼此沒有分離形成核心和地函。

## 外部連結
- Puck Profileby NASA's Solar System Exploration（页面存档备份，存于）
- Page that includes a reprocessed version of the Voyager Puck image